# Colònia del Cap
|  | Per a altres significats, vegeu «Colònia neerlandesa del Cap de Bona Esperança». |

La Colònia del Cap (anglès Cape Colony, neerlandès Kaapkolonie) de l'actual Sud-àfrica va restar primer sota control neerlandès i més tard sota control britànic.
S'estenia des de l'oceà Atlàntic cap a l'est. Després de diverses guerres amb els nadius xoses, el límit oriental del territori estava demarcat pel riu Fish; al nord la frontera fou molt temps delimitada pel riu Orange, fins que part del territori entre el riu i el sud de Botswana fou annexat a la colònia.

L'existència de la Colònia del Cap va començar amb la fundació el 1652 de Ciutat del Cap pel comandant holandès Jan van Riebeeck, qui treballava per a la Companyia Neerlandesa de les Índies Orientals (Vereenigde Oostindische Compagnie). 

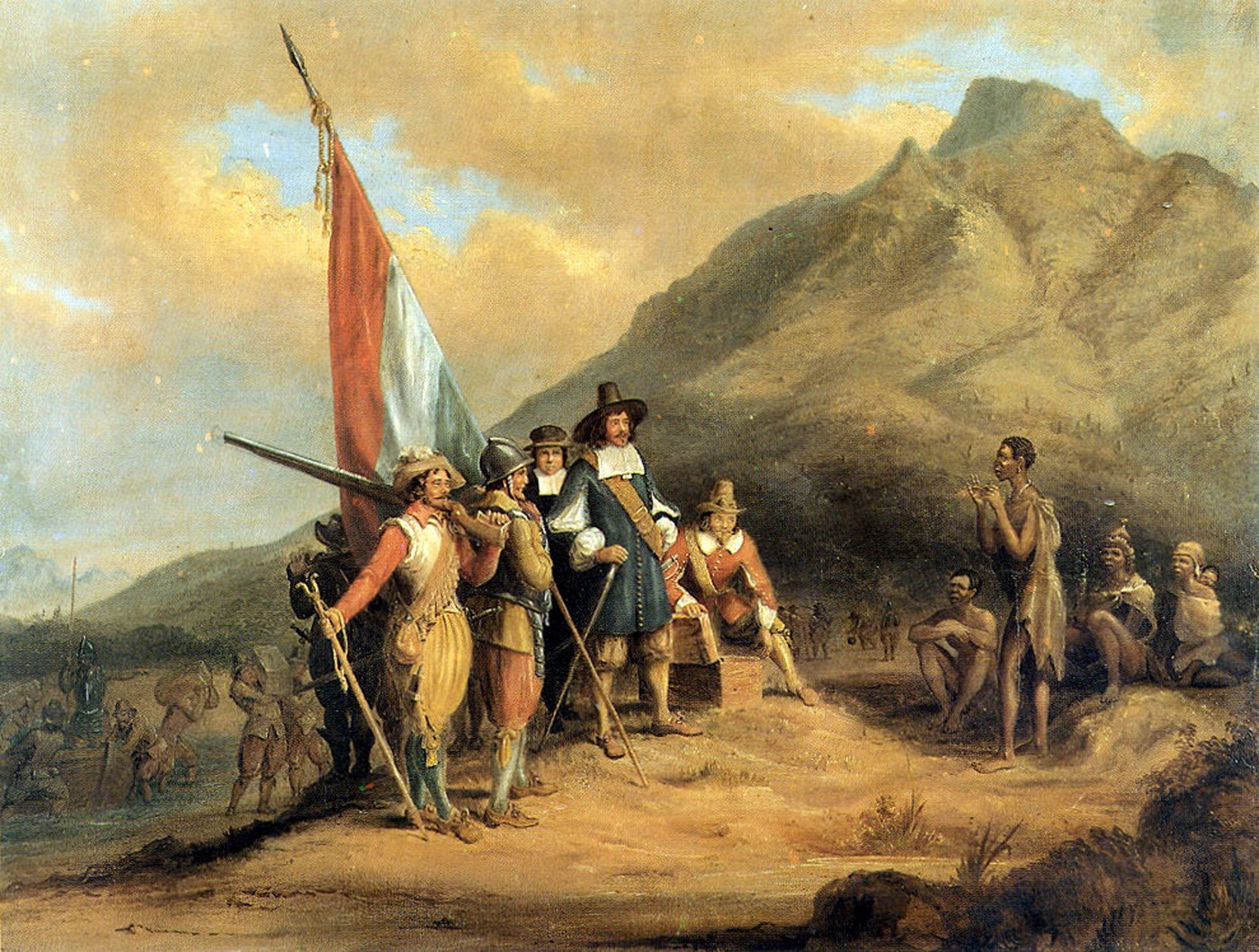
Arribada de Jan van Riebeeck a les terres del que seria la Colònia del Cap

Quan al principi del que es coneix com "la Gran Guerra Francesa" (un període que inclou les Guerres Napoleòniques), Napoleó va ocupar les set províncies dels Països Baixos, Gran Bretanya va pensar que no li quedava més remei que ocupar el territori. El 1798 la Companyia Neerlandesa de les Índies Orientals va transferir les seves possessions a la República Bàtava; a l'any la companyia es va declarar en fallida i va ser liquidada.
Els britànics van retornar la Colònia del Cap a la República Bàtava el 1803. Com les guerres contra França continuaven, els britànics amb l'objectiu d'assegurar-se el control de les rutes marines a l'Orient Llunyà i mantenir a Napoleó I de França fora de la regió, en 1806 després de la batalla de Blauberg van ocupar de nou la Colònia del Cap. El 8 de gener de 1806 la colònia va ser declarada possessió britànica.
La possibilitat de l'establiment d'una continuïtat territorial entre l'Àfrica Sud-occidental Alemanya i la República de Transvaal, que aïllés la Colònia del Cap, bloquejant l'expansió i el trànsit de mercaderies britànic amb l'Àfrica central, va provocar la invasió dels Estats Units de Stellaland i l'establiment de la colònia britànica de Betxuanalàndia en 1885.
La Colònia del Cap es va mantenir sota control britànic fins que en 1910 es va crear com a estat unitari la Unió Sud-africana. En aquest moment va passar a dir-se província del Cap de Bona Esperança, però popularment es diu província del Cap.

## Governadors de la Colònia del Cap (1652-1910)
El títol del fundador de la colònia, Jan van Riebeeck, era "Comandant del Cap" (inicialment "opperhoof"), una posició que va mantenir de 1652 a 1662. Fou succeït per tota una sèrie d'administradors colonials, primer neerlandesos i després britànics:

### Comandants de la Companyia de les Índies Orientals (1652-1691)
- Jan van Riebeek (7 d'abril, 1652 – 6 de maig, 1662)
- Zacharias Wagenaer (6 de maig, 1662 – 27 de setembre, 1666)
- Cornelis van Quaelberg (27 de setembre, 1666 – 18 de juny, 1668)
- Jacob Borghorst (18 de juny, 1668 – 25 de març, 1670)
- Pieter Hackius (25 de març, 1670 – 30 de novembre, 1671)
- Albert van Breugel (acting) (abril, 1672 – 2 d'octubre, 1672)
- Isbrand Goske (2 d'octubre, 1672 – 14 de març, 1676)
- Johan Bax dit van Herenthals (14 de març, 1676 - 29 de juny, 1678)
- Hendrik Crudop (29 de juny 29, 1678 – 12 d'octubre, 1679)
- Simon van der Stel (10 de desembre, 1679 – 1 de juny, 1691)

### Governadors de la Companyia Neerlandesa de les Índies Orientals (1691-1795)
- Simon van der Stel (1 de juny, 1691 – 2 de novembre, 1699)
- Willem Adriaan van der Stel (2 de novembre, 1699 -3 de juny, 1707)
- Johannes Cornelis d'Ableing (acting) (3 de juny, 1707 - 1 de febrer, 1708)
- Louis van Assenburg (1 de febrer, 1708 – 27 de desembre, 1711)
- Willem Helot (acting) (27 de desembre, 1711 – 28 de març, 1714)
- Maurits Pasques de Chavonnes (28 de març, 1714 – 8 de setembre, 1724)
- Jan de la Fontaine (acting) (8 de setembre, 1724 – 25 de febrer, 1727)
- Pieter Gijsbert Noodt (25 de febrer, 1727 – 23 d'abril, 1729),
- Jan de la Fontaine (acting) (23 d'abril, 1729 – 8 de març, 1737)
- Jan de la Fontaine (8 de març, 1737 - 31 d'agost, 1737)
- Adriaan van Kervel (31 d'agost, 1737 - setembre 19, 1737) (mort a les tres setmanes)
- Daniël van den Henghel (19 de setembre, 1737 – 14 d'abril, 1739)
- Hendrik Swellengrebel (14 d'abril, 1739 – 27 de febrer, 1751)
- Ryk Tulbagh (27 de febrer, 1751 - 11 d'agost, 1771)
- Joachim van Plettenberg (acting) (11 d'agost, 1771 - 18 de maig, 1774)
- Joachim van Plettenberg (18 de maig, 1774 - 14 de febrer, 1785)
- Cornelis Jacob van de Graaff (14 de febrer, 1785 – 24 de juny, 1791)
- Johannes Izaac Rhenius (acting) (24 de juny, 1791 - 3 de juliol, 1792)
- Sebastiaan Cornelis Nederburgh i Simon Hendrik Frijkenius (Comissionats-Generals) (3 de juliol, 1792 – 2 de setembre, 1793)
- Abraham Josias Sluysken (2 de setembre, 1793 – 16 de setembre, 1795)

### Comandants del període de la colònia sota ocupació britànica (1797-1803)
- George Macartney, comte Macartney (1797 - 1798)
- Francis Dundas (1r cop) (acting) (1798 - 1799)
- Sir George Yonge (1799 - 1801)
- Francis Dundas (2n cop) (acting) (1801 - 1803)

### Colònia de la República Bàtava (1803-1806)
- Jacob Abraham Uitenhage de Mist (1803 - 1804)
- Jan Willem Janssens (1803 - 1806)

### Colònia Britànica, (1806-1910)
- Sir David Baird (1806 - 1807)
- Henry George Grey (1r cop) (1807)
- Du Pré Alexander, 2n comte de Caledon (1807 - 1811)
- Henry George Grey (2n cop) (1811)
- Sir John Francis Cradock (1811 - 1814)
- Robert Meade ((1813 - 1814)
- Charles Somerset (1814 - 1826)
- Sir Rufane Shaw Donkin (1820 - 1821)
- Richard Bourke (1826 - 1828)
- Sir Galbraith Lowry Cole (1828 - 1833)
- Thomas Francis Wade (1833 - 1834)
- Benjamin d'Urban (1834 - 1838)
- Sir George Thomas Napier (1838 - 1844)
- Sir Peregrine Maitland (1844 - 1847)
- Sir Henry Pottinger (1847)
- Sir Harry Smith (1847 - 1852)
- George Cathcart (1852 - 1854)
- Charles Henry Darling (1854)
- Sir George Grey (1854 - 1861)
- Robert Henry Wynyard (1r cop) (1859 - 1860)
- Robert Henry Wynyard (2n cop) (1861 - 1862)
- Sir Philip Edmond Wodehouse (1862 - 1870)
- Charles Craufurd Hay (1870)
- Sir Henry Barkly (1870 - 1877)
- Henry Bartle Frere (1877 - 1880)
- Henry Hugh Clifford (1880)
- Sir George Cumine Strahan (1880 - 1881)
- Hercules Robinson (1r cop) (1881 - 1889)
- Sir Leicester Smyth (1r cop) (1881)
- Sir Leicester Smyth (2n cop) (1883 - 1884)
- Sir Henry D'Oyley Torrens (1886)
- Henry Augustus Smyth (1889)
- Henry Brougham Loch (1889 – 1895)
- Sir William Gordon Cameron (1r cop) (1891 - 1892)
- Sir William Gordon Cameron (2n cop) (1894)
- Hercules Robinson (2n cop) (1895 - 1897)
- Sir William Howley Goodenough (1897)
- Alfred Milner (1897 - 1901)
- Sir William Francis Butler (1898 - 1899)
- Walter Hely-Hutchinson (1901 - 1910)
- Sir Henry Jenner Scobell (1909)

El càrrec d'Alt Comissionat per a Sud-àfrica fou ocupat també des del 27 de gener de 1847 a 31 de maig de 1910 pel governador de la Colònia del Cap. El càrrec de governador de la Colònia del Cap fou abolit el 31 de maig de 1910, quan es va unir a la Unió Sud-africana.

## Primers Ministres de la Colònia del Cap (1872-1910)
- John Charles Molteno (1872 - 1878)
- Sir John Gordon Sprigg (1r cop) (1878 - 1881)
- Thomas Charles Scanlen (1881 - 1884)
- Thomas Upington (1884 - 1886)
- Sir John Gordon Sprigg (2n cop) (1886 - 1890)
- Cecil Rhodes (1890 - 1896)
- Sir John Gordon Sprigg (3r cop) (1896 - 1898)
- William Philip Schreiner (1898 - 1900)
- Sir John Gordon Sprigg (4t cop) (1900 - 1904)
- Leander Starr Jameson (1904 - 1908)
- John X. Merriman (1908 - 1910)

El càrrec de primer ministre de la Colònia del Cap també fou abolit el 31 de maig de 1910, quan es va unir a la Unió Sud-africana.